# Gracie Abrams
Gracie Madigan Abrams (Los Angeles, Kalifornia, 1999. szeptember 7. –) amerikai énekes, dalszerző.
Good Riddance (2023) című debütálő albuma megjelenése után nyitófellépőként koncertezett Taylor Swift The Eras Tour nevű turnéján, és jelölték a 66. Grammy-gálán a Legjobb új előadó díjra. 2023 végén közreműködött Noah Kahan Everywhere, Everything dala remixén, amivel pályafutása során először helyet kapott egy dala a Billboard Hot 100-on. Abrams második lemeze, a The Secret of Us (2024) kritikai és kereskedelmi sikert is aratott, a Billboard 200 második helyén nyitott.

## Fiatalkora
Los Angelesben nőtt fel, J. J. Abrams filmrendező és Katie McGrath producer gyermeke. Apja családja zsidó, anyja családja pedig ír katolikus. Két testvére van, Henry és August.
Fiatalon kezdett el zenélni, nyolcévesen írta meg első dalát. A The Archer School for Girls tanulója volt West Los Angelesben. 2018-ban fejezte be középiskolás tanulmányait, nemzetközi kapcsolatokat tanult a Barnard Főiskolán, New Yorkban, de első éve után otthagyta az egyetemet zenei pályafutása miatt.

## Pályafutása

### 2019–2022: aMinorés aThis Is What It Feels Like

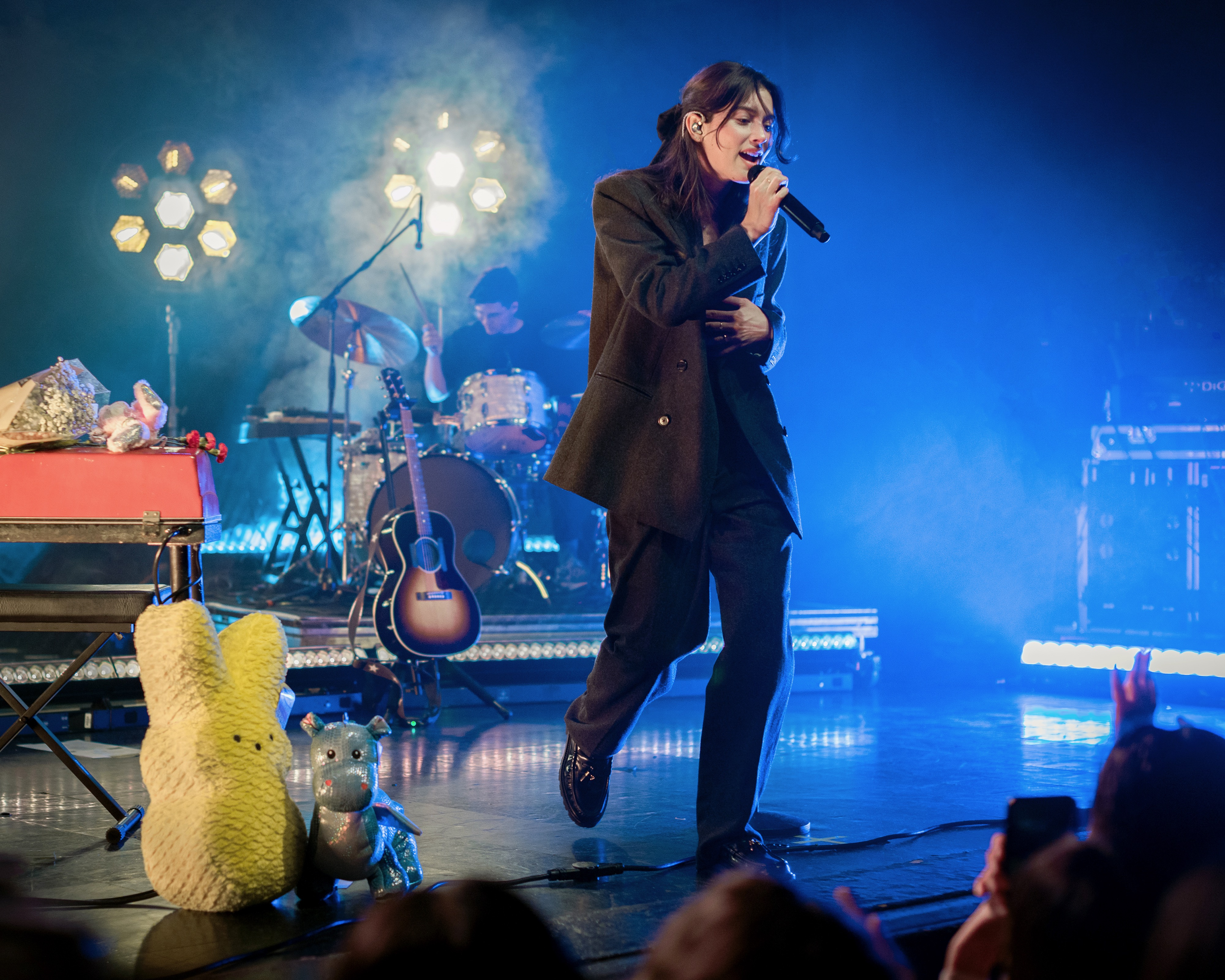
Abrams egy 2022-es koncerten

2019 októberében Abrams megjelentette Mean It című debütáló kislemezét az Interscope Records kiadón keresztül. 2020. július 14-én adta ki első középlemezét Minor címen, amelyen Joel Little és Blake Slatkin producerekkel dolgozott együtt. A projektről több kislemez is megjelent, amelyek közé tartozott az I Miss You, I’m Sorry. 2021. március 24-én Abrams közreműködött Benny Blancóval az Unlearn című dalukon. Májusban kiadta Mess It Up című számát. 2021 októberében bejelentette következő középlemezét, a This Is What It Feels Like-ot, amely november 12-én jelent meg. A középlemezről a Feels Like és a Rockland kislemezek jelentek meg, az utóbbit Aaron Dessnerrel írta. 2022 februárjában a This Is What It Feels Like Tour keretein belül népszerűsítette a lemezt. Ugyanebben az időszakban nyitófellépőként szerepelt Olivia Rodrigo Sour Tour turnéján. Októberben kiadta első kislemezét debütáló albumáról.

### 2023–napjainkig: aGood Riddanceés aThe Secret of Us
2023. február 24-én Abrams kiadta debütáló albumát, a Good Riddance-et, amit egy deluxe kiadás követett júniusban. Az évben Abrams fellépett több koncerten is Taylor Swift The Eras Tour turnéján az Egyesült Államokban, amely szerepbe 2024-ben is visszatért egyes Észak-Amerikai fellépésekre. Ezek közé tartozott a turné zárókoncertje Vancouverben. Harmadik headliner turnéját is 2023-ban kezdte meg, Good Riddance Tour néven. November 8-án kiadta a Cedart, amely szerepelt a The Buccaneers sorozatban. A 66. Grammy-gálán jelölést kapott a Legjobb új előadó kategóriában. Közreműködött Noah Kahan Everywhere, Everything című dalán, amely Abrams első száma volt, amely szerepelt a Billboard Hot 100-on.
2024. április 29-én Abrams bejelentette második albumát, a The Secret of Ust, amelyet június 21-én adtak ki. Az első kislemez, a Risk 2024. május 1-én jelent meg, és Abrams elkezdett turnézni az album népszerűsítése céljából. A második kislemez a Close to You volt, amely azt követően jelent meg, hogy Abrams már hét évvel korábban megosztott belőle egy részletet. Az albumon szerepelt még az Us című dal is Taylor Swift közreműködésével, ami jelölést kapott a 67. Grammy-gálán a Legjobb popduó vagy -együttes teljesítmény kategóriában.

## Diszkográfia
Stúdióalbumok
- Good Riddance (2023)
- The Secret of Us (2024)

Középlemezek
- Minor (2020)
- This Is What It Feels Like (2021)
- Live from Vevo (2025)

Kislemezek
- Mean It (2019)
- Stay (2019)
- 21 (2020)
- I Miss You, I’m Sorry (2020)
- Long Sleeves (2020)
- Friend (2020)
- Brush Fire (2020)
- Unlearn (2021; Benny Blanco közreműködésével)
- Mess It Up (2021)
- Feels Like (2021)
- Rockland (2021)
- Alright (2021)
- Block Me Out (2022)
- Difficult (2022)
- Where Do We Go Now? (2023)
- Amelie (2023)
- I Know It Won’t Work (2023)
- Everywhere, Everything (2023; Noah Kahannal)
- Risk (2024)
- Close to You (2024)
- I Love You, I’m Sorry (2024)
- That’s So True (2024)

## Turnék
Headliner
- I’ve Missed You, I’m Sorry Tour (2021)
- This Is What It Feels Like Tour (2022)
- Good Riddance Tour (2023–2024)
- The Secret of Us Tour (2024–2025)

Nyitófellépő
- Olivia Rodrigo – Sour Tour (2022)
- Taylor Swift – The Eras Tour (2023–2024)

## Díjak és jelölések

### Díjak
| Díj                      | Év   | Jelölt | Kategória                                  | Eredmény | For.   |
| ------------------------ | ---- | ------ | ------------------------------------------ | -------- | ------ |
| Grammy-díj               | 2024 | Önmaga | Legjobb új előadó                          | Jelölve  | [ 34 ] |
| Grammy-díj               | 2025 | Us     | Legjobb popduó vagy -együttes teljesítmény | Függőben | [ 33 ] |
| iHeartRadio Music Awards | 2024 | Önmaga | Social Star-díj                            | Elnyerte | [ 35 ] |
| Gold Derby Awards        | 2024 | Önmaga | Legjobb új előadó                          | Jelölve  | [ 36 ] |
| MTV Video Music Awards   | 2024 | Önmaga | Legjobb új előadó                          | Jelölve  | [ 37 ] |

### Ranglisták
| Magazin       | Év   | Munka/Jelölt          | Lista címe              | Helyezés | For.   |
| ------------- | ---- | --------------------- | ----------------------- | -------- | ------ |
| Billboard     | 2023 | Good Riddance         | 2023 50 legjobb albuma  | 24.      | [ 38 ] |
| Billboard     | 2023 | Where Do We Go Now?   | 2023 100 legjobb dala   | 96.      | [ 39 ] |
| Rolling Stone | 2023 | Good Riddance         | 2023 100 legjobb albuma | 62       | [ 40 ] |
| Rolling Stone | 2024 | I Love You, I’m Sorry | 2024 100 legjobb dala   | 60.      | [106]  |
| Forbes        | 2024 | Önmaga                | 30 Under 30             | 2.       | [ 41 ] |